# مارسین اولکسی
مارکین اولکسی (زاده ۱۱ آوریل ۱۹۸۷) یک فوتبالیست لهستانی است که به عنوان مهاجم برای وارتا پوزنان و تیم ملی فوتبال ملی لهستان بازی می‌کند. او در سال ۲۰۲۲ برنده جایزه فیفا پوشکاش شد.